# Alfred Sutter
Alfred Sutter (ur. 20 maja 1906) – szwajcarski lekkoatleta, skoczek w dal.
Podczas igrzysk olimpijskich w Amsterdamie (1928) zajął 40. miejsce w eliminacjach (z wynikiem 6,23) i nie awansował do finału.

## Rekordy życiowe
- Bieg na 100 metrów – 10,9 (1926)
- Skok w dal – 7,04 (1928)